# ハラッパー

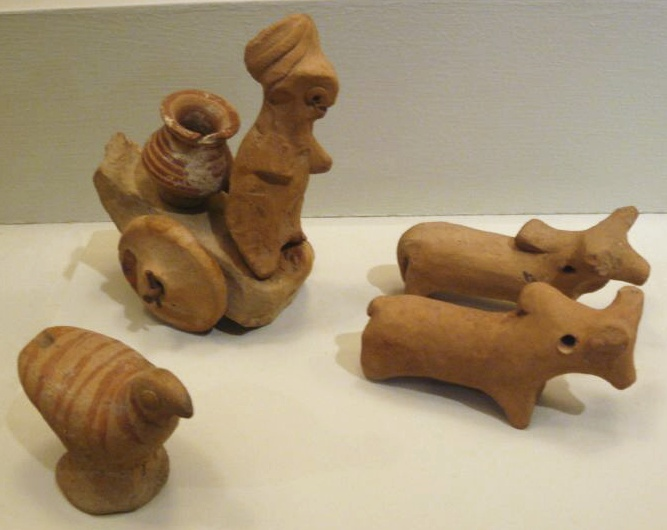
ハラッパーから出土した紀元前2500年頃の文物

ハラッパー (Harappa) は、インダス文明の都市遺跡。パキスタン北東のパンジャブ地方ラホールの南西約200kmのラーヴィー川左岸に位置し、モヘンジョダロと並び称される標式遺跡として知られる。ハラッパとも。

## 発掘の歴史

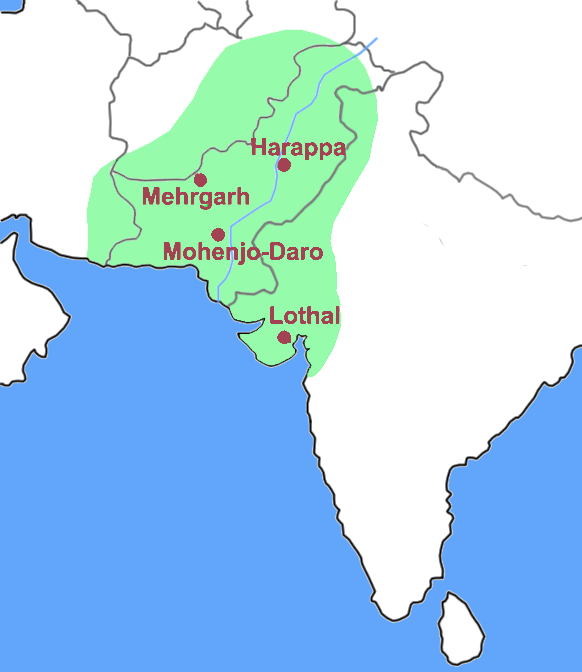
主なインダス文明の遺跡

この遺跡は、1826年にチャールズ・マッソンが発見し、1853年にアレキサンダー・カニンガムによって発掘され、特殊な印章が出土する遺跡として1875年に学会に報告されていたが、当時はまだ特定の文明の遺跡としては知られていなかった。
1921年に、R.B.D.R.サハニの発掘調査によって、未知の文明の都市遺跡であることが明らかにされた。その後のサハニによる数次にわたる調査と、ほぼ同時期に行われたモヘンジョダロの調査によって、インダス文明の存在と性質が位置づけられ、インダス文明の別名として知られる、「ハラッパー文化」の命名の起源になった。
1926年～1934年までM.S.ヴァッツらによる発掘調査、1946年～1947年には、M.ウィーラーによる発掘調査が行われた。1986年以降は、G.F.ディールズ、R.H.メドー、J.M.ケノイヤーらによるアメリカ隊が組織的な発掘調査を行っている。
遺跡のレンガ石を周辺住民が利用したり、東インド会社の鉄道敷設などで遺跡全体の保存状態は悪い。

## 文化層
紀元前3300年～同1700年前後にわたって、居住が確認され、古い順から、ラーヴィー期、コト・ディジ期、インダス文明期、変移期、H墓地期の5期にわたる文化層が確認されている。
ラーヴィー期の集落は、遺跡の北側の下層から発見され、手づくねの多彩文土器を伴うのが特徴である。すでに紅玉髄や凍石製ビーズの生産を行っていて、後のインダス文字の起源と考えられる文字が土器の表面に線刻されている。コト・ディジ期になると、遺跡の南東部などに集落は拡大し、周壁が築かれるようになる。
インダス文明期になると、「城塞」と城門によって隔てられた二つの「市街地」の区分けが明確になり、さらに「城塞」の北側には、床面積800m2強の2列にならんだ「穀物倉」と、径3.5mの「円形作業台」18基などが造られる。「円形作業台」の中央には、木製の臼をおいて作業をしたと推定され、脱穀場という説もある。「穀物倉」と呼ばれる建物は湿気のある川に近く、穀物の形跡も発見されていないため、現在では他の用途に使われたと考えられている。現地の遺跡にある案内板には、初期の学者が穀物倉と推定したが証拠が発見されていないと書かれている。
「城塞」は、南北約400m、東西約200の南北方向に長い平行四辺形で、「城壁」は、焼成煉瓦で被われた日干し煉瓦で築かれ、その基部の厚さは12m、北西と南東の隅に「見張り台」を置き、北側と西側に「城門」を設けている。
「城塞」の南側150～200mの地点には、土坑墓からなるR37墓地が営まれた。焼成煉瓦を多用し、インダス式土器一式のほか印章や、紅玉髄を始めとする各種貴石製ビーズ類が出土している。
R37墓地の北側には、H墓地があり、Ｈ墓地文化、後ハラッパー文化の標式遺跡として知られる。